# Aktion gegen den Antisemitismus in Österreich
Die Aktion gegen den Antisemitismus in Österreich (AgA) wurde 1955 als unabhängige und überparteiliche Vereinigung gegründet. Sie beabsichtigt mittels breiter Aufklärungsarbeit das kritische Bewusstsein gegenüber allen Formen des Judenhasses in Österreich zu schärfen.

## Programmatische Ausrichtung
„Nach einer Phase der weitgehenden Tabuisierung antisemitischer Anschauungen ist es seit einiger Zeit auch in Österreich wieder möglich, mit dem Schüren antisemitischer Ressentiments Wahlkämpfe zu führen. Rechtsextreme Kreise nennen das jüdische Feindbild wieder offen beim Namen, leugnen oder relativieren den Holocaust. Und im Gefolge der Eskalation des Nahostkonfliktes verbreitete sich in ganz Europa unter dem Deckmantel des "Antizionismus" ein neuer Antisemitismus. Heute demonstrieren nicht mehr nur Neonazis gegen den "Weltzionismus", sondern auch linke Antiimperialisten und Globalisierungskritiker im Verbund mit Islamisten und arabischen Nationalisten. In einer immer unübersichtlicher erscheinenden Welt wächst die Sucht nach einfachen Erklärungen und Sündenböcken: Wieder werden die Juden und Jüdinnen, der Zionismus und Israel für alle politischen wie ökonomischen Krisen und Verwerfungen verantwortlich gemacht.
Aber die Gefahr erschöpft sich nicht unmittelbar im Antisemitismus, vielmehr wird sie vergrößert durch dessen Leugnung. Weil nicht sein kann, was nicht sein darf, wird der Antisemitismus vielerorts verharmlost oder gar geleugnet. Darum gehört zum Kampf gegen den Judenhass auch der anhaltende Versuch, überhaupt einmal erst ein Problembewusstsein zu schaffen. […] Denn dort, wo Juden und Jüdinnen gefährdet sind, ist auch die Demokratie in Gefahr.“

## Konkrete Vereinsarbeit
Die Institution veranstaltet Informations- und Bildungsveranstaltungen, unterstützt wissenschaftliche Arbeiten und tritt in Schulen, Universitäten, in der Volksbildung und in der Öffentlichkeit dem Antisemitismus in Österreich entgegen. Sie reagiert mit Presseaussendungen und Veranstaltungen auf antisemitische Äußerungen.

## Joseph-Samuel-Bloch-Medaille
Die Joseph-Samuel-Bloch-Medaille stellt eine Auszeichnung für besondere Verdienste im Kampf gegen Antisemitismus dar und wurde 1994 von der Aktion gegen den Antisemitismus in Österreich geschaffen. Joseph Samuel Bloch (1850–1923) war ein österreichischer Rabbiner und Reichsratsabgeordneter, Begründer, jahrzehntelanger Herausgeber und Redakteur der Oesterreichischen Wochenschrift, sowie Gründer der Union österreichischer Juden. Bloch wandte sich gegen den jüdischen Deutschnationalismus, aber auch gegen mehrere Ritualmordlügen. Er setzte sich auch für ostjüdische Flüchtlinge ein und half ihnen in bitteren Zeiten. Träger der Medaille sind bislang Kurt Schubert, Erika Weinzierl, Rudolf Gelbard, Karl Pfeifer und Ariel Muzicant.

## Vernetzungsarbeit
Die Aktion gegen den Antisemitismus in Österreich arbeitet mit einer Reihe von Organisationen und Institutionen der Zivilgesellschaft zusammen, unter anderem mit dem Dokumentationsarchiv des österreichischen Widerstandes, dem Forum gegen Antisemitismus, der Gesellschaft für kritische Antisemitismusforschung, mit Zivilcourage und Anti-Rassismus-Arbeit (ZARA) und mit der Plattform Jetzt Zeichen setzen!.

## Funktionsträger
Lange Jahre Ehrenpräsidentin war die 2014 verstorbene Zeithistorikerin Erika Weinzierl, viele Jahre Präsidiumsmitglied der Maler, Bühnenbildner und Dichter Carry Hauser. Generalsekretärin war von 1966 bis 1973 Lucie Begov, ihr folgte für viele Jahre Ulrich Trinks. Als Präsident fungiert aktuell der Schauspieler Cornelius Obonya, als Vizepräsident Wolfgang Neugebauer. Generalsekretärin ist Christine Schindler, ihr Stellvertreter Andreas Peham.